# Stefan Malepszy
Stefan Malepszy (ur. 30 sierpnia 1947 w Gronowie) – polski profesor nauk rolniczych w zakresie genetyki i biotechnologii roślin, nauczyciel akademicki, były wiceprezes Polskiej Akademii Nauk.

## Życiorys
Absolwent Państwowego Technikum Hodowli Roślin i Nasiennictwa w Bojanowie. W 1971 ukończył studia na Wydziale Rolniczym Akademii Rolniczej w Poznaniu. Doktorat z nauk przyrodniczych uzyskał w 1974 na Wydziale Biologii i Ochrony Środowiska Uniwersytetu Śląskiego w Katowicach. Habilitował się z zakresu nauk rolniczych w 1979 na Wydziale Ogrodniczym Szkoły Głównej Gospodarstwa Wiejskiego w Warszawie. W 1988 otrzymał tytuł profesora nauk rolniczych.
Główne kierunki badań podejmowanych przez profesora Stefana Malepszego obejmują tematykę ulepszania genetycznego roślin, poznania sposobu działania genów odpowiedzialnych za proces embriogenezy somatycznej w kulturze in vitro (kluczowym procesie dla propagacji wegetatywnej roślin). Prowadził badania nad uwarunkowaniami biologicznymi i metodycznymi skutecznego stosowania modyfikacji genetycznych i wytwarzaniem roślin genetycznie zmodyfikowanych przydatnych w gospodarce. 
Zawodowo związany z SGGW w Warszawie. Pełnił na tej uczelni funkcje prodziekana oraz dziekana Wydziału Ogrodnictwa i Architektury Krajobrazu oraz kierownika Międzywydziałowego Studium Biotechnologii. Był również wiceprzewodniczącym Polskiego Towarzystwa Genetycznego, przewodniczącym Komitetu Biotechnologii PAN oraz rady naukowej Instytutu Genetyki Roślin PAN. Powoływany w skład rad nadzorczych czasopism naukowych „Journal of Applied Genetics” i „International Journal of Horticultural Science”. Od 2004 członek korespondent, a od 2016 członek rzeczywisty Polskiej Akademii Nauk, w latach 2015-2017 wybrany na wiceprezesa tej instytucji.
Prof. Stefan Malepszy opublikował 136 prac naukowych (66 z IF), 29 monografii i rozdziałów w podręcznikach. Był kierownikiem lub głównym wykonawcą 18 grantów. Stworzył “szkołę naukową” – wypromował 25 doktorów, z tego 11 osób otrzymało stopień doktora habilitowanego lub tytuł profesora. Był opiekunem wielu prac inżynierskich oraz magisterskich. Prowadził bardzo intensywną działalność dydaktyczną na kierunkach studiów realizowanych na Wydziale Ogrodniczym SGGW.

## Wybrane publikacje
- Biotechnologia roślin. Wyd. Nauk. PWN Warszawa 2009, 736 ss. ISBN 978-830-225-94-74
- Biotechnologia w genetyce i hodowli roślin. PWN Warszawa 1989, 282 ss. ISBN 978-831-95-88 (wsp. K. Niemirowicz-Szczytt, Z. Przybecki)
- Kultura m vitro i biotechnologia spełnione nadzieje? „Biotechnologia” 2010, 2 (89), s. 10-17 (wsp. W. Burza)
- Thaumatin expression in transgenic cucumber plants. W: „Plant Biotechnology and In Vitro Biology in the 21st Century” Springer, Dordrecht 1999, s. 609–612. ISBN 978-94-010-5966-4 (wsp. M. Szwacka, M. Krzymowska)
- Cucumber (Cucumis sativus L.). „Meth. Molec. Biol”. 2006, 343, s. 427-38 (wsp. W. Burza, S. Zuzga, Z. Yin)

## Medale i odznaczenia
- Złotym Krzyż Zasługi (1993)[6]
- Krzyż Kawalerski Orderu Odrodzenia Polski (2001)[7]
- Medal Komisji Edukacji Narodowej[5]
- Medal Instytutu Agronomicznego w Marymoncie[4]